# 伏見天皇本源氏物語
伏見天皇本源氏物語（ふしみてんのうほんげんじものがたり）は、源氏物語の写本のひとつである。かつて国文学者吉田幸一の所蔵であったことから「吉田本（源氏物語）」、また、吉田の旧蔵書を中心に編成された「古典文庫」の管理となっていたことから「古典文庫本（源氏物語）」と呼ばれることもある。

## 概要
1947年（昭和22年）4月、名古屋の古書籍業藤園堂伊藤為之助から古書籍業弘文莊反町茂雄のものになり、約5年間反町の手許に置かれていた後、1952年（昭和27年）になって国文学者・東洋大学教授（のち名誉教授）の吉田幸一が50万円で購入し、その所蔵となった。吉田が、1991年（平成3年）から1995年（平成7年）にかけて「古典文庫」から影印本を出版したのち、聖徳大学川並弘昭記念図書館の所蔵となった。一部に補写の巻はあるものの、原型は日本の第92代天皇（在位:弘安10年10月21日（1287年11月27日） - 永仁6年7月22日（1298年8月30日））である伏見天皇（文永2年4月23日（1265年5月10日） - 文保元年9月3日（1317年10月8日））が側近の公卿たちを動員して書写し、自らも一部の巻（鈴虫、夕霧）の筆をとった写本であることから「伏見天皇本（源氏物語）」の名で呼ばれている。本文系統は少女、玉鬘、若菜上、若菜下、橋姫、総角、早蕨、宿木、東屋、蜻蛉、夢浮橋は河内本、その他は青表紙本という取り合わせ本とされている。
本写本は54帖の揃い本であるが以下のように宇治十帖以外はほとんど二帖ないし三帖で一冊になっているため54帖32冊となっている。大部分が鎌倉中期の永仁（1293年から1298年）ころの書写であり、補写の部分は鎌倉末期の書写と見られる。
1. 01桐壺、02帚木
2. 03空蝉、04夕顔
3. 05若紫、06末摘花
4. 07紅葉賀、08花宴
5. 09葵、10賢木
6. 11花散里、12須磨
7. 13明石、14澪標
8. 15蓬生、16関屋
9. 17絵合、18松風
10. 19薄雲、20朝顔
11. 21少女
12. 22玉鬘
13. 23初音、24胡蝶、25蛍
14. 26常夏、27篝火、28野分
15. 29行幸、30藤袴、31真木柱
16. 32梅枝、33藤裏葉
17. 34若菜上
18. 35若菜下
19. 36柏木、37横笛
20. 38鈴虫、39夕霧
21. 40御法、41幻
22. 42匂宮、43紅梅、44竹河
23. 45橋姫
24. 46椎本
25. 47総角
26. 48早蕨
27. 49宿木
28. 50東屋
29. 51浮舟
30. 52蜻蛉
31. 53手習
32. 54夢浮橋

## 校本への採用
校異源氏物語及び源氏物語大成には不採用。河内本源氏物語校異集成には河内本の本文を持つとされた巻が写本記号「吉」、「吉田本」の名称で採用されている。「源氏物語別本集成 続」には写本記号「伏」、「伏見天皇本（古典文庫蔵）」として全巻の収録を予定している。

## 影印本
1991年から1995年にかけて影印本が刊行されている。非売品。
- 吉田幸一編『源氏物語 伏見天皇本影印 1 （古典文庫第530冊）』古典文庫（非売品）、1991年1月
  - 01桐壺、02帚木、03空蝉、04夕顔を収録している。
- 吉田幸一編『源氏物語 伏見天皇本影印 2 （古典文庫第533冊）』古典文庫（非売品）、1991年4月
  - 05若紫、06末摘花、07紅葉賀、08花宴を収録している。
- 吉田幸一編『源氏物語 伏見天皇本影印 3 （古典文庫第537冊）』古典文庫（非売品）、1991年8月
  - 09葵、10賢木、11花散里、12須磨を収録している。
- 吉田幸一編『源氏物語 伏見天皇本影印 4 （古典文庫第539冊）』古典文庫（非売品）、1991年10月
  - 13明石、14澪標、15蓬生、16関屋、17絵合、18松風を収録している。
- 吉田幸一編『源氏物語 伏見天皇本影印 5 （古典文庫第542冊）』古典文庫（非売品）、1992年1月
  - 19薄雲、20朝顔、21少女、22玉鬘を収録している。
- 吉田幸一編『源氏物語 伏見天皇本影印 6 （古典文庫第544冊）』古典文庫（非売品）、1992年3月
  - 23初音、24胡蝶、25蛍、26常夏、27篝火、28野分を収録している。
- 吉田幸一編『源氏物語 伏見天皇本影印 7 （古典文庫第547冊）』古典文庫（非売品）、1992年6月
  - 29行幸、30藤袴、31真木柱、32梅枝、33藤裏葉を収録している。
- 吉田幸一編『源氏物語 伏見天皇本影印 8 （古典文庫第550冊）』古典文庫（非売品）、1992年9月
  - 34若菜上、35若菜下を収録している。
- 吉田幸一編『源氏物語 伏見天皇本影印 9 （古典文庫第553冊）』古典文庫（非売品）、1992年12月
  - 36柏木、37横笛、38鈴虫、39夕霧を収録している。
- 吉田幸一編『源氏物語 伏見天皇本影印 10 （古典文庫第556冊）』古典文庫（非売品）、1993年3月
  - 40御法、41幻、42匂宮、43紅梅、44竹河を収録している。
- 吉田幸一編『源氏物語 伏見天皇本影印 11 （古典文庫第562冊）』古典文庫（非売品）、1993年8月
  - 45橋姫、46椎本、47総角、48早蕨を収録している。
- 吉田幸一編『源氏物語 伏見天皇本影印 12 （古典文庫第566冊）』古典文庫（非売品）、1994年1月
  - 49宿木、50東屋を収録している。
- 吉田幸一編『源氏物語 伏見天皇本影印 13 （古典文庫第570冊）』古典文庫（非売品）、1994年5月
  - 51浮舟、52蜻蛉を収録している。
- 吉田幸一編『源氏物語 伏見天皇本影印 14（完） （古典文庫第578冊）』古典文庫（非売品）、1995年1月
  - 53手習、54夢浮橋を収録している。